# 성경의 점성술

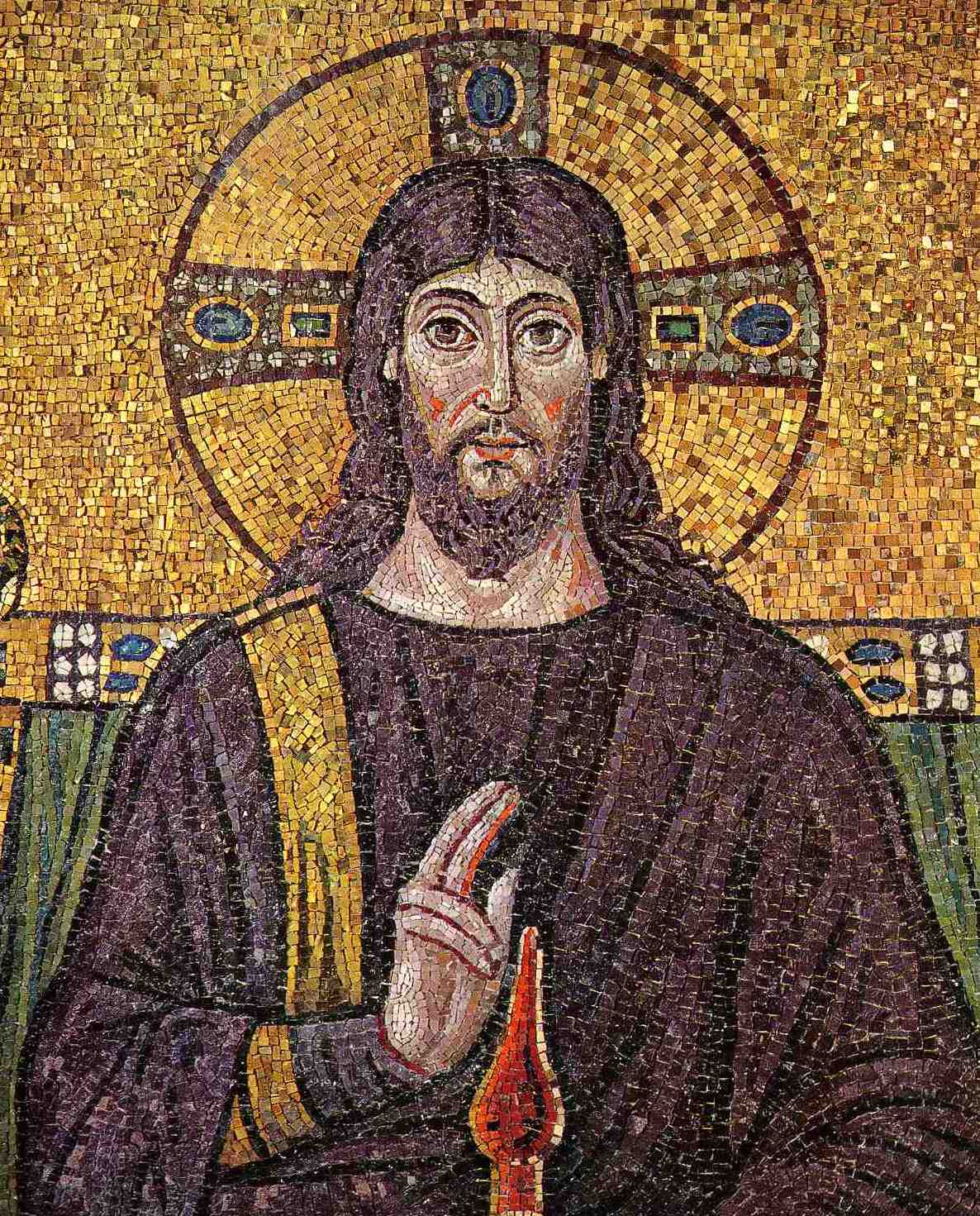
(많은 이콘들에서 나타나는) 예수의 후광은 황도대의 십자(아래 참조)와 현저한 유사성을 지닌다.

성경에서의 점성술은 많은 사람들에 의해서 이론화되어오고 있다. 수 세기 동안, 고대인들은 천체의 이동을 관측하고 그것들을 의인화하였고 그것들에 대한 이야기들을 만들어 냈다. 그러함은 성경의 저자들이 별들을 의인화 하여 성경에 풍유적 언어로써 그것들을 묘사했을 수도 있다는 의미가 될 수 있다.
수천년 동안의 고대인들의 관측에 근거하여, 태양은 그것의 떠오르고 저묾으로 인해 정신의 상징으로 여겨졌다. 태양은 끊임 없이 "죽고" 또는 저물고 부활하므로 불로장생을 나타내는 "세상의 영혼"이었다.
점성술은 역사 시대이전부터 시작되었으며, 그러한 증거는 여러 곳에서 발견된다. 고대인들은 신들이 하늘에 살고 있다고 여겼으므로, 고대의 사제들은 그들을 만족시키기 위해서 왕이 알고 있어야만 하는 것을 나타내는 하늘의 징조를 관찰해야 하는 것은 당연했다. 이집트에서 서력기원전 4,200년 전의 연대를 가지는 천궁도들이 발견되었다. 점성술의 가장 오랜 형태는 바빌로니아와 아시리아 그리고 이집트에서 유래했다. 알렉산드로스 대왕의 정복으로 인해 서력기원전 323년 이후, 그것들은 그리스의 전통과 융합되었고 메소포타미아와 로마 세계 도처에 전파되었다.

## 태양신
욥기 9장7절에서 "태양보고 떠오르지 말라고 명령하시고 별들을 봉하신 분"으로서 하느님은 태양을 능가하는 권능을 가진 것으로 묘사된다. 욥기는 38장32절에서 마자로스 또는 별자리에 대한 논의로써, 천문적이며 점성학적인 지식을 수록하고 있다.

"네가 별자리들을 그것들의 계절에 따라 앞장서서 이끌수 있거나, 큰곰자리와 그것의 자식들을 안내할 수 있겠느냐?"

성경에서의 그러한 신성한 기원과 이스라엘인들과 그들의 이웃국들의 태양숭배의 천문신학적 종교의 자연적인 우세에도 불구하고, 저자는 몇몇 경우에 그것들을 금지한다. 다음은 신명기 4장19절이다.:
"그리고, 너희는 하늘을 보아, 태양과 달, 별들 그리고 하늘의 모든 천체가 눈에 들어 온다고 해도, 너희의 하느님이신 주님께서 하늘 아래 온 땅의 모든 민족들에게 두루 보여 주시는 그것들에 홀려 그것들을 숭배하거나 그것들을 섬기지 않도록 주의하여라."
그렇지만, 하느님이 "태양과 달 그리고 별들"을 포함하는 "천체"를 "모든 민족들에게 두루 보여 주시는" 또는 "할당된" 것들로써 천체들은 신격을 소유하고 있다.
다음은 각각 신명기 4장24절과 시편 84장11절인데, 이스라엘인들과 히브리인들 그리고 유다인들의 계속되는 태양 숭배에 대한 필연성을 드러낸다.

"주님께서는 태워버리시는 불이십니다."

"주님께서는 태양이시며 방패이십니다."

예례미야의 시대(서력기원전 625~565년경)에, 유다의 왕들과 왕자들, 예언자들 그리고 예루살렘의 모든 거주자들은 태양과 달을 포함한 하늘의 별들을 경애하고 섬기며 숭배하는 대상들로 묘사하기를 계속할 정도로 이스라엘 민족의 태양에 대한 숭배는 열정적이었다.

"그리고, 그들은 그들이 사랑해온, 그들이 섬겨온, 그들이 동행해온, 그들이 갈구해온 그리고 그들이 숭배해온 태양과 달 그리고 하늘의 모든 별들 앞에서 흩어지게 될 것이다. 그들은 거두어지지도 묻히지도 못할 것이다. 그들은 땅위에서 똥거름이 될 것이다." 예레미야서 8장1~2절

에제키엘(서력기원전 586년경)은 이스라엘인들과 히브리인들 그리고 유대인들이 태양 숭배를 계속했다고 한다. 다음은 에제키엘서 8장16절이다.
"그리고 그분께서는 주님의 집 안뜰로 나를 데려가셨고, 주님의 성전 입구에 있는 현관과 제단 사이에서, 약 스물다섯 명 정도가 그들의 등을 주님의 성전으로 항하고 그들의 얼굴은 동쪽으로 향해서 동쪽을 향해 태양에게 경배하고 있는 광경을 보도록 하셨다."
구세주는 태양으로 예언되었다.:
"...정의의 태양이 치유하는 날갯짓을 하며 떠오르게 될 것이다." 말라키서 4장2절.

## 태양신으로서의 예수

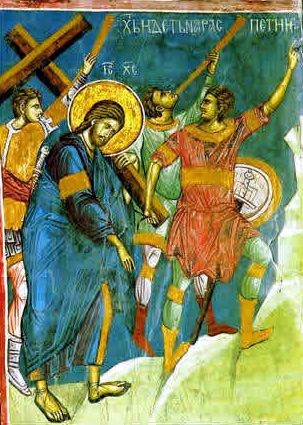
대부분의 예수 성화들은 예수의 머리에 있는 태양과 유사한 후광이 특징을 이룬다.

세계의 희생된 많은 신인들이, 12월 15일(성탄절)이 생일이다.(예: 무적의 태양신) 그러함은 (북반구에서) 태양은 매년마다 12월 21일이나 22일인 동지 때까지 점점 남쪽으로 저물다가, 3일간 계속 그 위치에서 저물고 나서, 점점 북쪽으로 저물기를 재개한다는 고대인들의 인식을 상징한다. 과거 그 기간 동안에, 사람들은 "하느님의 태양"이 삼일 동안 죽고나서 12월 25일에 다시 태어난다고 믿었다. 12월 25일 이후, 태양이 북쪽으로 1도 이동하면 낮이 그만큼 더 길어졌다. 또한, 그러므로, 태양은 남십자자리에서 3일간 죽어 있다가, 부활했거나 다시 태어났다고 전해졌다.
루카 복음서(1장78절)에서, 예수의 강림은 "높은 곳의 여명"으로부터 나타난다고 묘사되어 있다.: "하느님의 다정하신 자비로서, 높은 곳으로부터 여명이 우리를 찾아오도록 하실 것이니..." 여기서 "여명"이라는 단어는 "일출, 동쪽"을 뜻하는 그리스어 아나톨레(ἀνατολή)의 번역으로 영어로는 새벽이나 여명(dayspring) 또는 낮(day)으로도 번역된다.
"세상의 빛"과 "정의의 태양"으로서 예수의 역할은 마태오 복음서 17장2절에 설명되어 있다.:

"그리고 그분께서는 그들 앞에서 변모하셨는데, 그분의 얼굴은 태양처럼 빛났으며, 그분의 옷은 빛처럼 하얗게 되었다."

마태오 복음서에서 처럼, 태양과 같은 그리스도의 얼굴은 요한 묵시록 1장16절에도 나타난다.

"...그분은 그분의 오른손에 일곱게의 별을 쥐고 계셨으며, 그분의 입으로 쌍날의 검을 뱉어내셨고, 그분의 얼굴은 마치 온힘을 다해 빛을 발하는 태양과 같았다."

게다가, 예수의 천문신학적 본성은 요한 묵시록 22장16절에도 나타나 있는데, 그는 "밝은 샛별"과 동일시 된다.
"나 예수는 교회들을 위한 증언과 함께 나의 천사를 너희에게 보내오고 있다. 나는 다윗의 조상이자 자손이며, 밝게 빛나는 샛별이다."
다음의 구절들에서, 예수는 햇빛으로 상징화 된다.

"나를 믿는 사람은 아무도 어둠속에 머물지 않도록, 나는 빛으로서 이 세상에 왔다." 요한 복음서 12장46절

"그분께 생명이 있었는데, 그 생명은 온 인류의 빛이었다. 그 빛은 어둠속에서 빛나며, 어둠은 그것을 이기지 못한다. 하느님께서 보내신 요한이라는 이름의 한 남자가 있었다. 그는 그를 통하여 모두가 믿음을 가질 수 있도록, 그 빛에 관해서 증언하는 증인으로 왔다. 그 자신은 빛이 아니었다. 그는 단지 빛에 대한 증인으로서 왔을 뿐이다." 요한 복음서 1장4~8절

"모든 사람들을 깨우치게 하는 진정한 빛이 세상에 오고 있었다." 요한 복음서 1장9절

"... 그리스도께서 너희를 비추실 것이다." 에페소 신자들에게 보낸 서간 5장14절

"밝은 샛별"은 일반적으로 금성을 말하지만, 태양이라는 의미도 될 수 있었다.
다음은 신약 성경의 그리스도에 관한 정서적 의역이다.:

"나는 모든 사람들의 눈에 들어오게 될 세상의 빛이다." 요한 묵시록 1장7절

고대인들은 예수의 강림이 알려지기 이전의 무수한 신들과 함께 했는데, 그들이 중대하게 여겼던 태양신들은 종종 태양이 갖고 있는 대부분의 특성의 범위까지 확대되어 있었다. 그러므로, 모든 사람들이 그러한 "세상의 빛"을 볼 수 있다는 것은 그 사람들이 예수 그리스도를 태양광 자체로 믿는다는 것이나 다름 없었다. 초창기 기독교의 수천만의 사람들이 그리스도를 그들이 이미 숭배하고 있었던 신들과 같은 존재로 믿었다는 사실은 자연적일 뿐만 아니라, 논리적이기까지 하다.
태양은 낮게 있을 때, 그것의 빛이 대기를 더 많이 지나므로, 붉은 일출과 일몰이 빈번하게 나타난다. 고대인들은 그러한 자연적 현상을 태양 신이 피를 흘리며 쇠약해지는 것으로 여겼다.

#### 태양으로서의 예수

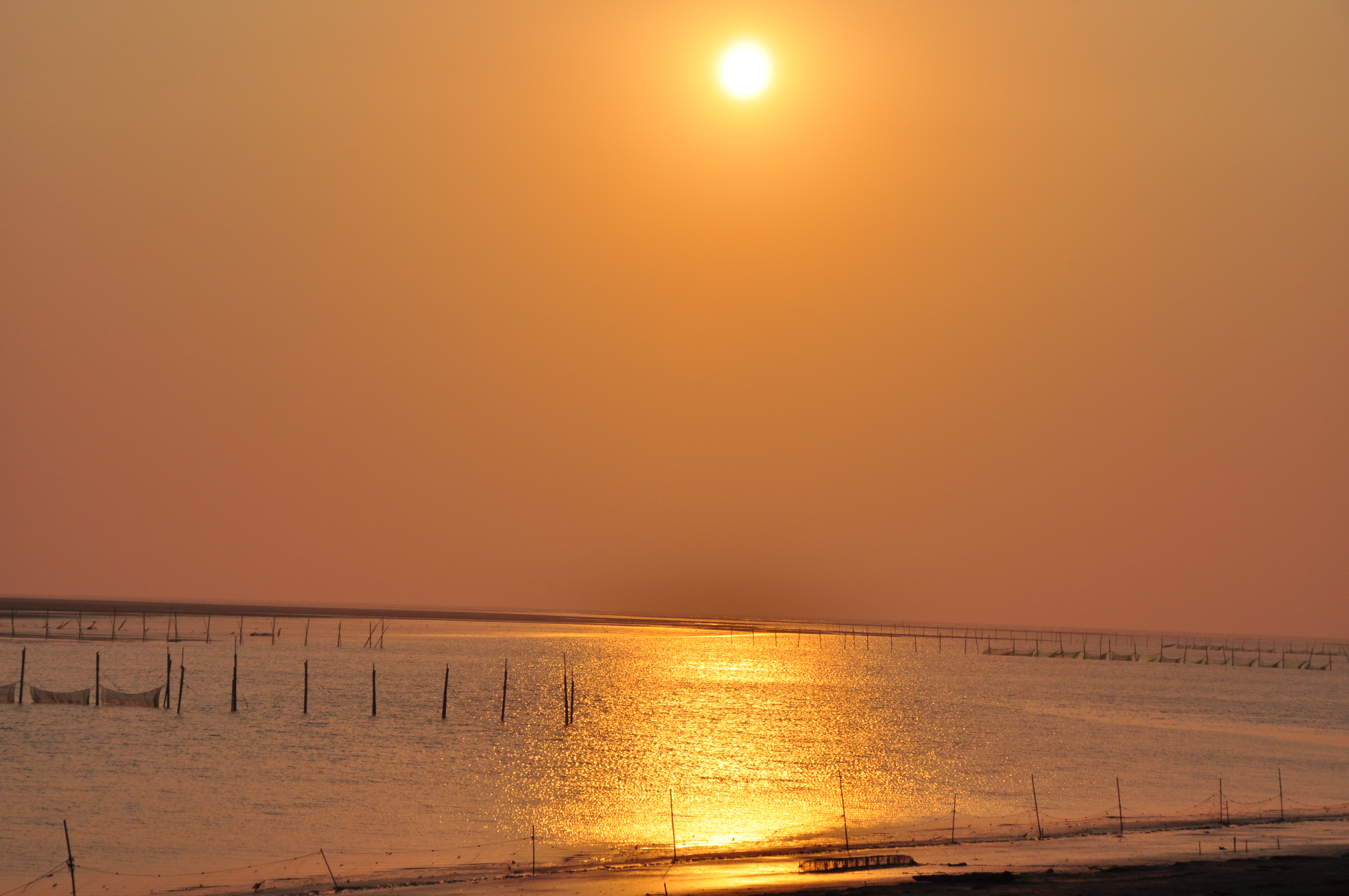
바다에 반사되는 태양광. 이것은 "물위를 걸음"에 비유된다.

- 태양은 "세상의 빛"(요한 복음서 8장12절)이다.
- 태양은 그것의 광휘가 바다에 담길 때, 마치 "기름을 붓는" 듯하다.
- 아침에 떠오르는 태양은 낮 동안에 "인류의 치유자"가 될 뿐만 아니라, "구세주"가 되기까지 하다.
- 태양은 그것의 광환을 갖는 것이 "가시관"을 쓰거나 "후광"을 가진 것처럼 보인다.
- 태양이 "물위를 걸음"(요한 복음서 6장19절)은 그것의 반사광을 비유한 것이다.
- 태양의 "추종자들"이 "지지자들" 혹은 "제자들"은 태양이 매년마다 반드시 거쳐가야 하는 12 개의 월이며 황도대의 열두 개의 별자리 혹은 성좌이다.
- 태양은 12시 정오에 하늘에서 "가장 높다." 그러므로, "그"는 12 "세"에 "그의 아버지의 직업"에 임하기 시작했다.
- 태양은 30°마다 각각의 별자리에 들어간다. 그러므로 "하느님의 태양"은 30 "세"에 그의 성무를 시작했다.
- 태양의 온기는 포도의 숙성을 통해 물을 포도주로 바꾼다.

## 사람의 아들 예수 그리스도

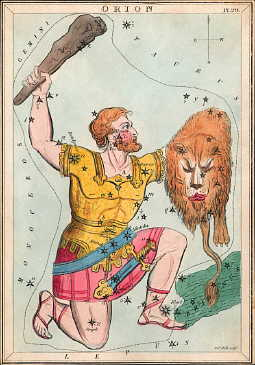
오리온 또는 사람의 아들은 길다란 예복을 입었고 그의 머리에 황금 왕관을 쓰고 있으며 무기를 들고 있다.(요한 묵시록 14장14절, 1장12~16절)

복음서들에서의 사람의 아들은 오리온자리와 연관될 수 있다. 요한 묵시록의 사람의 아들에 대한 묘사는 오리온자리의 항성 배치와 일치한다. 그의 오른쪽 어깨(좌상단)에 있는 별은 밝은 붉은색이다. 그의 허리에 있는 세 개의 별은 후일 예수의 탄생을 알린 세 명의 현자로 여겨졌다.
사람의 아들은 뒤에 마치 그가 타고 있는 구름과 같은 한 무리의 성군을 갖고 있다. 지구에서 관측된 천체도는 오리온자리 뒤에 있는 은하수를 보여주는데, 그것은 마치 구름과 같다.

"그리고 나서 나는 나에게 말하는 소리를 향해 돌아섰고, 그러고 보니 일곱 개의 촛대가 있었는데, 그 촛대들 한 가운데에 계신 한분께서 길다란 몽둥이를 들고 그분의 가슴에 황금 갑옷을 두른 것이 사람의 아들처럼 보였다. 그분의 머리와 그의 머리카락은 흰 양털처럼 눈처럼 하얬다. 그의 눈은 이글거리는 화염 같았고, 그분의 발은 용광로에서 정련되어 광택이 나는 청동과 같았으며, 그분의 목소리는 큰 물소리 같았고, 그분은 그분의 오른손에 일곱개의 별을 들고 계셨으며, 그분의 입으로 날카로운 쌍날의 검을 뱉어 내셨고, 그분의 얼굴은 완전한 힘을 가지고 빛을 발하는 태양과 같았다." 요한 묵시록 1장 12~16절

"그리고 나는 구름을 보았으며, 그 구름 위에 그분의 머리 위에 황금 왕관을 쓰고 그의 손에 날카로운 낫을 들고 있는 사람의 아들 같은 한분이 앉아 계신 것을 보았다." 요한 묵시록 14장14절

인간의 형상을 하고 있는 것으로 보이는 오리온자리는 그의 오른손에 낫 혹은 몽둥이를 들고 있다. 그의 왼손에는 동물의 가죽이나 방패 또는 활이 들려져 있다. 은하수가 그의 뒤에 펼쳐져 있다. 그의 위에 태양이 다니는 길목이 있다. 그의 허리를 잇는 선은 지구의 적도와 평행한 천구의 적도이다.

"그들이 갈릴리에 모여 있을 때, 예수께서 그들에게 말씀하셨다. "사람의 아들은 사람들의 손으로 넘겨지고, 그들은 그를 죽일 것이며, 그는 셋째날에 승천하게 될 것이다." 하시니, 그들은 몹시 괴로워하였다." 마태오 복음서 17장22~23절

태양이 적도 아래의 그것의 가장 낮은 곳으로 내려가서 밤이 가장 긴날이 된다 함이, 적의 손에 넘겨진다고 하는 것이다. 지구가 자전함과 동시에, 그 별들은 지평선 밑으로 내려갈 때까지 서쪽으로 이동하는 것으로 보인다. 삼일이 지나면, 그것들은 동쪽 지평선에서 다시 나타난다.

...""만일 당신이 하느님의 아들 그리스도라면 우리에게 말해보시오." 예수님께서 말씀하셨다. "너희는 그렇게 말해오고 있다. 그러나, 나는 너희에게 이렇게 말한다. 이후로, 너희는 권좌의 오른쪽에 앉아 있고 하늘의 구름을 타고 오는 사람의 아들을 보게 될 것이다.""

북쪽을 향해 볼때, 동쪽에서 떠오르는 오리온자리는 오른쪽에서 떠오르는 것으로 보인다. 그리고, 그때의 오리온자리는 태양의 오른편에 있다.

## 점성학적 시대

물고기는 기독교의 주요 상징들 가운데 하나이며, 현재의 점성학적 시대인 물고기자리의 상징이기도 하다. 본질적으로, 예수의 탄생 날짜는 이 시대의 시작이다.

성경에는 "시대"에 대한 많은 언급이 있다. 각각 2150년씩의 기간이 시대라고도 불렸다. 2150년 경에, 우리는 물병자리의 시대라고 불리는 새로운 시대로 진입하게 될 것이다. 성경은 연속되는 세 개의 시대에 대한 상징적 활동의 진열장이며 4번째 시대를 예고한다.
구약 성경에서, 모세가 십계명가지고 내려왔을 때, 그는 그의 민족이 황금 송아지를 숭배하는 것을 보고 몹시 개탄스러워 했다. 황소는 황소자리의 시대에 번영했던 초기 미트라교의 상징물이었다. 금송아지는 황소자리이며, 모세는 새로운 양자리의 시대를 대표한다. 그러함은 유대인들이 오늘날까지도 양뿔 나팔을 부는 이유가 된다. 모세가 새로운 시대를 알렸고, 모든 사람들은 옛 시대를 버려야 했다.
예수는 양자리 시대에 이어지는 시대인 물고기자리 시대의 안내인이다. 본질적으로, 예수는 이 시대에 시작이 탄생일이라고 추정된다.
예수가 그의 제자들에게 다음 유월절이 올 때에 대해서 이렇게 대답했다.:

"보아라. 너희가 도시로 들어가게 되면, 물동이를 지고 있는 한 남자를 만날 터인데... 그를 따라 그가 들어가는 집으로 들어가거라." 루카 복음서 22장10절

물병을 나르는 남자는 물병자리이다. 그는 물고기자리의 다음 시대를 상징한다. 분점의 세차운동에 있어서, 물병자리는 물고기자리의 다음이므로, 태양이 물고기자리의 시대를 떠나면, 물병자리의 하우스로 들어갈 것이다. 요한 묵시록에서의 묘사를 제외하고, 그러한 개념의 주요 문헌은 예수가 말한 다음의 구절에서 유래한다.

"나는 세상의 끝까지 너희와 함께 할 것이다." 마태오 복음서 28장20절

흠정역 성경에서, "세상"은 번역어이다. 그것의 실제 단어는 시대나 세계 혹은 영겁을 의미하는 누대(그리스어: αἰῶν, 영어:aeon, 한문:累代)이다. 태양이 물병자리의 시대로 들어갈 때, 물고기자리의 대표로서의 예수의 태양은 그 역할을 마칠 것이다.

## 황도대

기독교 이전의 켈트 십자가는 황도대 십자가라고도 하는데, 기독교 십자가와 (위의 그림의) 예수의 후광과 매우 유사하다.

역사적으로, 황도대는 가장 오래된 개념적 그림들 가운데 하나이다. 그것은 태양이 한 해 동안에 12 개의 주요 별자리를 지나는 것을 상징적으로 나타낸다. 그것은 한 해의 12 개월과 사계절, 지점 그리고 분점을 반영하기도 한다. 황도대는 인물들과 동물들로 의인화된 또는 인격화된 별자리들이다.
예수에게는 마치 태양을 공전하는 행성들처럼 그의 주변에서 함께하는 12 명의 동료들 또는 제자들이 있었다. 그리고, 지구에서 볼때는 태양이 12개의 별자리를 지나는 것으로 보이기 때문에, 그 제자들은 그 현상에 비유되어 하늘을 지나는 태양의 이동의 배경이 되는 가능성이 농후하다. 예수의 어머니 동정 마리아는 처녀자리이다. 처녀자리는 빵집으로도 불리며, 밀다발을 들고 있는 처녀로도 묘사된다. 그러므로, 베들레헴은 축어적으로 "빵집"으로 번역된다.
1세기의 시작 무렵, 춘분점에 있는 태양은 양자리에서 물고기자리로 건넜다. 그러함은 복음서들에서 언급된 양과 물고기와 조화된다. 세례자 요한은 물을 붓는 남자인 물병자리로 여겨진다. 마리아는 동정 처녀자리이다. 처녀자리 옆에는 요셉인 목동자리가 있다. 그리고, 그것들 사이에는 아기 예수를 상징하는 작은 별자리인 머리털자리가 있다.
10월 하순에, 태양이 전갈자리에 들어갈 때, 유다는 예수와 입맞춤하여 그를 배신한다. 태양이 천칭자리에서 나올 때, 그것은 전갈의 집게발에 잡혀 입맞춤을 하며 독침에 쏘인다. 그러므로, 태양이 전갈자리의 하우스에 들어갈 때, 비유적으로 전갈이 태양을 찔러서 그것이 서서히 죽어가게 만든다. 태양이 전갈자리와의 숙명적인 조우를 마치면, 사수자리(폰티우스 필라투스)로 이동하여 그것의 지평선 맨 아래의 위치에서, 전갈의 독침에 기인하는 상징적인 죽음을 맞이한다.

## 같이 보기
- 점성술
- 점성학적 시대
- 기독교와 점성술
- 기독교와 이교
- 기독교 신비주의
- 기독교 신화
- 마법 관점의 기독교
- 밀교
- 유대교 신화
- 기독교의 기원
- 서양의 밀교